# Торникрофт, Томас (скульптор)
То́мас То́рникрофт (англ. Thomas Thornycroft) — британский скульптор и инженер, представитель известной художественной династии.

## Биография
Родился в семье фермера. Окончил Конглтонскую гимназию (англ. Congleton Grammar School), непродолжительное время учился на хирурга. Затем переехал в Лондон, где в течение четырёх лет был учеником скульптора Джона Фрэнсиса (1780—1861), а в 1840 году женился на его дочери Мэри, также скульпторе.
В 1843 году Торникрофт выставил одну из своих работ, «Медея, собирающаяся убить своих детей» (англ. Medea about to Slay her Children) на конкурсе, организованном для отбора скульпторов, которым будет поручено оформление нового здания британского парламента. В результате он получил заказ на две фигуры баронов, подписывающих Великую хартию вольностей, для оформления Палаты лордов.
Для Всемирной выставки (1851) Торникрофт создал конную статую королевы Виктории, которая заслужила высокую оценку самой королевы и её мужа принца-консорта Альберта; в процессе создания королева даже несколько раз присылала скульптору свою лошадь для работы с натуры.
После смерти принца Альберта (1861) Торникрофту неоднократно заказывали его скульптурные портреты. Кроме того, он принял участие в работе над Мемориалом принца Альберта в Лондоне — многофигурной композицией, включавшей, помимо статуи принца-консорта, аллегорические изображения частей света («Азия», «Африка», «Америка», «Европа») и отраслей («Сельское хозяйство», «Коммерция», «Инженеры», «Промышленники»). Торникрофт выполнил группу «Коммерция».
Часто в качестве magnum opus Торникрофта называется скульптурная группа «Боадицея и её дочери», над которой скульптор работал (с перерывами) в 1856—1883 годах. Идея композиции возникла после успеха королевской статуи для Всемирной выставки: имя Боадицея, как и Виктория, переводится как «победа»; образу древней воительницы были придано некоторое сходство с чертами молодой королевы Виктории. Из-за недостатка средств на отливку в металле и затянувшегося поиска участка установка монумента состоялась только через много лет после смерти скульптора, в 1902 году.
В конце жизни работал со своим старшим сыном, Джоном Айзеком Торникрофтом, ставшим инженером-судостроителем и основателем «John I. Thornycroft & Company», над проектированием паровых катеров, купив землю на берегу Темзы, в Чизике, для создания верфи.
В 1839—1874 годах работы Торникрофта выставлялись в Королевской академии художеств.
Похоронен в Чизике, Мидлсекс (сейчас в составе Большого Лондона).

## Некоторые известные работы
| Изображение | Название на английском языке                                | Название на русском языке                             | Годы создания (завершения) | Описание и местонахождение                                                                           |
| ----------- | ----------------------------------------------------------- | ----------------------------------------------------- | -------------------------- | --- |
|             | Boadicea and Her Daughters                                  | Боадицея и её дочери                                  | 1856—1883                  | Царица иценов Боадицея (Боудикка) с двумя дочерьми на колеснице с косами. Вестминстер, Лондон.       |
|             | Statue of Prince Albert                                     | Памятник принцу Альберту                              | 1864                       | Памятник Альберту Саксен-Кобург-Готскому — принцу-консорту, мужу королевы Виктории. Галифакс.        |
|             | Equestrian statue of Prince Albert                          | Конный памятник принцу Альберту                       | 1866                       | Памятник Альберту Саксен-Кобург-Готскому — принцу-консорту, мужу королевы Виктории. Вулвергемптон.   |
|             | Albert Memorial, Commerce group                             | Мемориал принца Альберта, группа «Коммерция»          | 1867—1875                  | Аллегорическое изображение цивилизаторской роли торговли. Кенсингтонские сады, Лондон.               |
|             | Statue of Richard Grosvenor, Second Marquess of Westminster | Памятник Ричарду Гровенору, 2-му маркизу Вестминстеру | 1869                       | Ричард Гровенор (1795—1869) — английский аристократ, политик и благотворитель. Гровенор-Парк, Чешир. |

## Семья
- Жена — Мэри Торникрофт, урождённая Фрэнсис (1809—1895), скульптор
  - Сын — Джон Айзек Торникрофт (1842—1928), инженер-судостроитель и предприниматель
  - Дочь — Элис Торникрофт (1844—1906), скульптор
  - Дочь — Хелен Торникрофт[англ.] (1848—1937), художница
  - Сын — Уильям Амо Торникрофт (1850—1925), скульптор
  - Дочь — Тереза Торникрофт[англ.] (1853—1947), художница и скульптор
    - Внук — Зигфрид Сассун (1886—1967), писатель и поэт